# Шкурко Анатолій Никифорович
Шкурко Анато́лій Ники́форович (нар. 29 жовтня 1924, село Смолин, Чернігівського району Чернігівської області — пом. 22 жовтня 2019 року в Чернігові) — український художник, член Національної спілки художників України з 1960 року. Заслужений художник України з 1996 року, народний художник України з 2009 року.

## Біографія
Народився у селі Смолин, Чернігівського району Чернігівської області. З 1930 року родина художника переїжджає в Чернігів.
Мріючи з дитинства стати художником, одразу після закінчення школи у 1939 році Анатолій Шкурко вступає до Харківського художнього училища, але закінчити навчання завадить війна.
Анатолій Шкурко розпочав свій солдатський шлях із древнього Любеча і дійшов бійцем 111-го стрілецького полку 1-го Білоруського фронту до Берліна.
У 1946 році розпочав, а у 1951 році закінчив Ленінградський інститут живопису, скульптури та архітектури ім. І. Рєпіна, де його педагогами з фаху були видатні художники Р. Френц, Д. Альховський, І. Сорокін.
У 1996 році став лауреатом Чернігівської обласної премії імені М. М. Коцюбинського.
З 1996 року заслужений художник України, а в 2009 році нагороджений почесним званням «Народний художник України».
З 2015 року — почесний громадянин Чернігова.
Діапазон художніх інтересів А. Н. Шкурка широкий. Він випробує свої сили в усіх жанрах живопису, звертається до широкого кола тем і образів: історія України, різні куточки її природи, мирна праця людини-трудівника, тихе життя речей, що повсякденно оточують її.
Художник заявив про себе портретами, що було для нього знаковим. Адже за плечима були роки війни, які сформували відповідний життєвий досвід, що допомагав знайти критерій оцінки людської особистості, сприяв осягненню характеру сучасника. З портретів студентських років А.Шкурка особливо цікавими є «Етюд портрета В. М. Зенченка» (1949) та «Муляр» (1950). Важливою віхою у творчій біографії художника стали 60-ті роки — період підведення перших підсумків, утвердження творчого авторитету. З 1960 року він член Національної спілки художників України.
Шевченківська тема — одна з провідних тем українського мистецтва, зокрема історичного жанру. До 150-річчя від дня народження поета і художника А. Шкурко створив живописне полотно «Т. Г. Шевченко у Седневі» (1964). У творі митця Кобзар постає великим життєлюбом, сердечною і щирою людиною, глибоко вразливою поетичною натурою.
Міські пейзажі митця виражають його особисту причетність до всього зображуваного, що і визначає характер його палітри та головні риси стилістики. У творах живописця і тихе замилування, і бурхливе захоплення, і гучний сонячний гімн («Чернігів».1964, «Нові околиці Чернігова». 1972, «Чернігів будується». 1974). Майстер зумів втілити любов до рідного міста, і водночас правду про повсякденне його життя.
Особливістю творчості художника є відчутна присутність людини в його пейзажах, що надає їм своєрідної жанровості. Саме у пейзажі обдарування колориста розкривається найповніше, тому для А. Н. Шкурка цей жанр завжди є школою майстерності і постійним джерелом свіжих вражень, нових тем та образів («Літо». 1962, «Весняні поля». 1981).
Анатолій Никифорович Шкурко — пройшов нелегкий життєвий шлях, де були радощі, і труднощі. Але, незважаючи на перешкоди, художник упевнено йшов до своєї мети завдяки своєму оптимістичному мистецтву, наполегливій праці і по праву посідає помітне місце серед знаних майстрів українського образотворчого мистецтва.

## Творчий доробок
- Хлібороби. 1969 р. Полотно, олія. Чернігів весняний. 1988 р. Полотно, олія.
- «Встане правда. Т. Г. Шевченко». 1990 р. Полотно, олія.
- У ріднім краї. Луки. 1990 р. Полотно, олія.
- Чернігів-місто історичне. 1993 р. Полотно, олія.
- О. Довженко. 1994 р. Полотно, олія.
- М. Коцюбинський на Болдиній горі. 1994—1995 рр. Полотно, олія.

та інші